# Cabo Spear

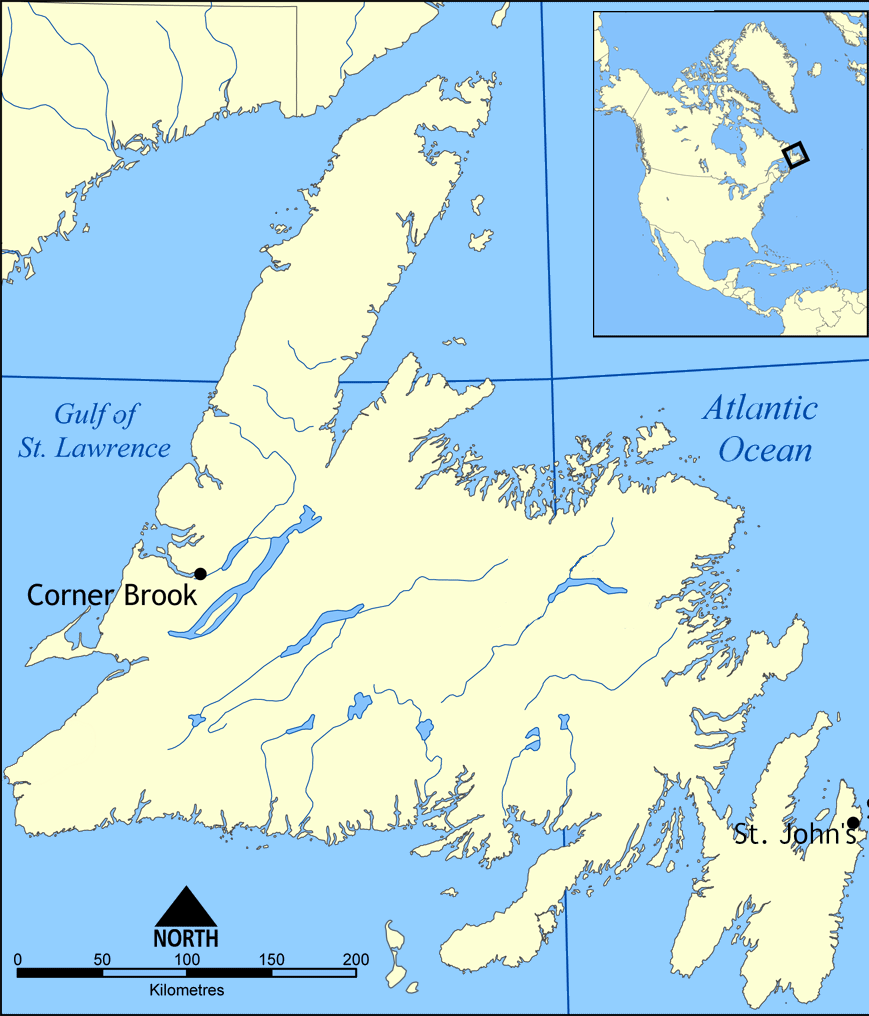
El Cabo Spear se encuentra justo en el sudeste de Saint John

El cabo Spear, en inglés: Cape Spear, es el punto más al este del Canadá (52° 37′ W)  y de Norteamérica, se encuentra en la Península Avalon en la isla de Terranova, cerca de su capital Saint John
Los portugueses lo denominaron "Cabo da Esperança" que se tradujo al francés como "Cabo d'Espoir" (estos dos nombres todavía se conservan actualmente en portugués y en francés) y finalmente en inglés, por una traducción deficiente, "Cape Spear".

## Faro del cabo Spear

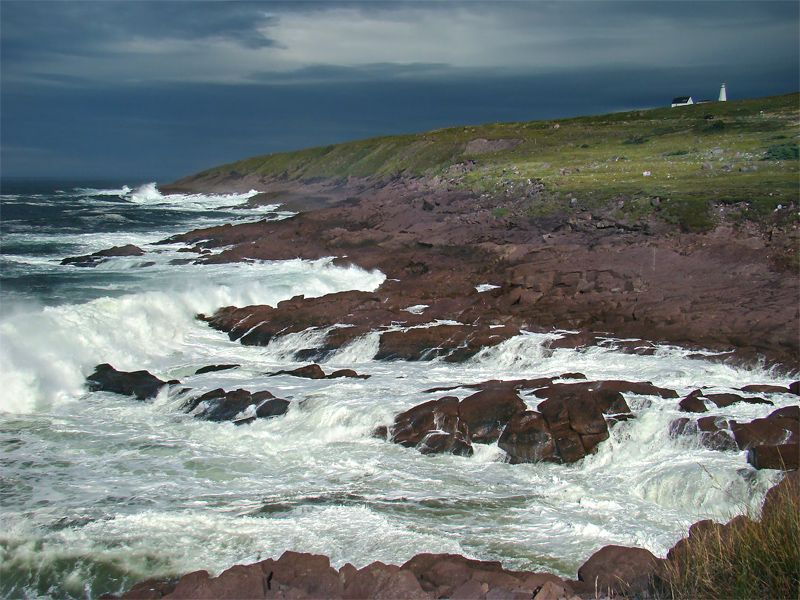
El punto más al este del Canadá

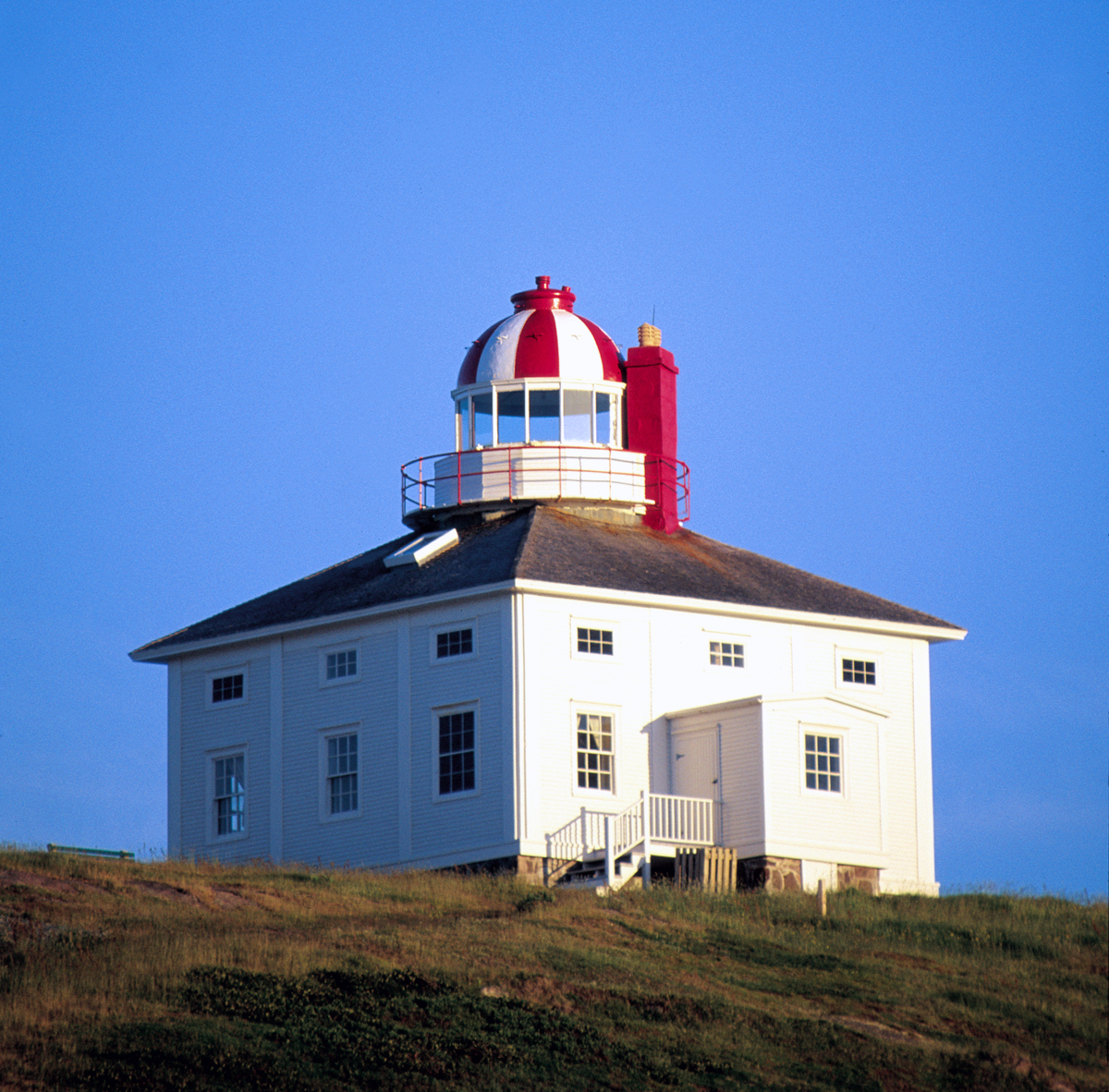
Faro, restaurado, del año 1836

### Historia
Un faro funciona en el cabo Spear desde septiembre de 1836. El segundo faro construido en la isla de Terranova, el primero fue el de Fuerte Amherst que fue construido el 1810 y situado a la entrada del puerto de St. John.
El edificio del faro del cabo Spear fue construido de madera y con forma cuadrada con una torre central que contenía la luz. Originalmente la luz provenía de una lámpara del tipo Argand y reflectores curvos. Más tarde fue sustituida por lentes dióptricas. El combustible para la luz primero fue el petróleo, después el acetileno y finalmente, desde 1930, la electricidad.
Durante la Segunda Guerra Mundial se instaló una batería de cañones para defender la entrada al puerto de Saint John. 
El 1955 se construyó un nuevo faro de cemento. Este faro fue nombrado Lugar Histórico Nacional del Canadá.  (National Historic Site of Canada).  El edificio original del faro fue restaurado y abierto al público.